# 2024年夏季奥林匹克运动会男子4×100米混合泳接力比赛
2024年夏季奥林匹克运动会男子4×100米混合泳接力比赛是第33届夏季奥林匹克运动会游泳比赛的其中一个比赛小项，于2024年8月3日至8月4日在巴黎拉德芳斯體育館举行，共有16支队伍参加该小项。
以预赛第2名进入决赛的中国队在决赛中仰泳棒和蛙泳棒中始终处于领先地位，在蝶泳棒结束后落后法国队和美国队，在自由泳棒中超越对手，最终以3分27秒46的成绩获得金牌，这是中国代表团第一次在这个项目中获得金牌/奖牌，也是中国第一枚男子奥运游泳接力金牌，这也是仰泳棒徐嘉余在这届奥运会中的第三枚奖牌、蝶泳棒孙佳俊（决赛）和王长浩（预赛）的第一个世界冠军、蛙泳棒覃海洋在这届奥运会中的第2枚奖牌、自由泳棒潘展乐在这届奥运会中的第2枚金牌。这也是自1960年罗马奥运会该项目设项以来，美国队除了1980年莫斯科奥运会因美国主导的联合抵制而未能参赛以来首次未能登顶该项目冠军，中国队也因此打破了美国队对这个项目长达44年的垄断。铜牌由法国队获得，这也是他们在奥运会这个项目中第一枚奖牌。
颁奖嘉宾为国际奥委会委员阿南特·辛格和世界水上运动总会委员会成员克里斯·布雷顿。

## 纪录
以下是比赛前的世界纪录及奥运纪录:
| 世界紀錄   | - 美国（USA） - 瑞安·墨菲（52.31） - 迈克尔·安德鲁（58.49） - 凱勒布·德萊賽爾（49.03） - 扎克·埃波（46.95） | 3:26.78 | 日本东京 | 2021年8月1日 |
| 奧運會紀錄 | - 美国（USA） - 瑞安·墨菲（52.31） - 迈克尔·安德鲁（58.49） - 凱勒布·德萊賽爾（49.03） - 扎克·埃波（46.95） | 3:26.78 | 日本东京 | 2021年8月1日 |

## 赛程
所有时间皆为欧洲中部夏令时间（UTC+2）
| 日期         | 时间  | 阶段 |
| ------------ | ----- | ---- |
| 2024年8月3日 | 10:00 | 预赛 |
| 2024年8月4日 | 20:30 | 决赛 |

## 比赛结果

### 预赛
预赛总排名前8的队伍晋级决赛。
| 排名 | 组别 | 泳道 | 代表团 | 运动员 | 时间    | 备注 |
| ---- | ---- | ---- | ------ | --- | ------- | ---- |
| 1    | 1    | 5    | 法国   | 约昂·恩多耶-布鲁瓦尔 (52.99） 莱昂·马尔尚（59.03） 克莱芒·塞基（51.39） 拉斐尔·芬特-达梅尔（47.95）       | 3:31.36 | Q    |
| 2    | 1    | 4    | 中国   | 徐嘉余（53.58） 覃海洋（58.51） 王长浩（51.75） 潘展乐（47.74）                                           | 3:31.58 | Q    |
| 3    | 2    | 4    | 美国   | 亨特·阿姆斯特朗（53.26） 查理·斯旺森（59.73） 托马斯·海尔曼（51.15） 杰克·亚历克西（47.48）               | 3:31.62 | Q    |
| 4    | 1    | 3    | 荷兰   | 凯·范韦斯特林（54.49） 卡斯帕·科尔博（58.94） 尼尔斯·科斯坦耶（50.27） 斯坦·派嫩堡（48.10）               | 3:31.80 | Q    |
| 5    | 2    | 3    | 英国   | 奥利弗·摩根（53.21） 亞當·佩蒂（59.16） 喬·利奇菲爾德（51.76） 馬修·理查茲（48.00）                       | 3:32.13 | Q    |
| 6    | 2    | 5    |        | 艾萨克·库珀（53.85） 杨𣷠捷（58.99） 本·安布鲁斯特（51.61） 凯尔·查默斯（47.79）                          | 3:32.24 | Q    |
| 7    | 2    | 2    | 加拿大 | 布莱克·蒂尔尼（53.83） 芬利·诺克斯（1:00.34） 伊利亚·哈伦（50.40） 哈维尔·阿塞韦多（47.76）               | 3:32.33 | Q    |
| 8    | 1    | 6    | 德国   | 奥莱·布伦瑞克（54.05） 卢卡斯·马策拉特（59.54） Luca Armbruster（51.01） 乔沙·索尔乔（47.91）             | 3:32.51 | Q    |
| 9    | 2    | 6    | 意大利 | 托马斯·切孔（53.56） 尼科洛·马丁嫩吉（59.23） 贾科莫·卡里尼（51.75） 亚历山德罗·米雷西（48.17）           | 3:32.71 |      |
| 10   | 1    | 7    | 波兰   | 克萨韦里·马休克（53.76） 扬·卡乌索夫斯基（59.94） 雅各布·马耶尔斯基（51.18） 巴托什·皮什佐洛维茨（48.82） | 3:33.70 |      |
| 11   | 2    | 8    | 爱尔兰 | 康纳·弗格森（54.88） 达拉·格林（59.68） Max McCusker（52.04） 沙恩·瑞安（47.21）                          | 3:33.81 | NR   |
| 12   | 1    | 1    | 奥地利 | 伯恩哈德·赖茨哈默（54.97） 瓦伦丁·拜尔（1:00.02） 西蒙·布赫尔（51.16） 海科·吉格勒（47.88）               | 3:34.03 |      |
| 13   | 2    | 1    | 韩国   | 李周浩（54.49） 崔东烈（59.59） 金志训（52.62） 黄宣优（47.98）                                           | 3:34.68 |      |
| 14   | 1    | 2    | 日本   | 松山陆（55.11） 谷口卓（1:00.22） 水沼尚辉（51.63） 松元克央（47.88）                                     | 3:34.84 |      |
| 15   | 1    | 8    | 瑞士   | 罗曼·米秋科夫（54.27） 热雷米·德普朗什（1:00.73） 尼尔斯·利斯（54.64） 安东尼奥·贾科维奇（49.10）         | 3:38.74 |      |
|      | 2    | 7    | 西班牙 | 乌戈·冈萨雷斯 Carles Coll Mario Mollà 塞尔吉奥·德塞利斯                                                   | DSQ     |      |

### 决赛
决赛于2024年8月4日19:10进行。
| 排名 | 泳道 | 代表团 | 运动员                                                                                             | 时间    | 备注 |
| ---- | ---- | ------ | -------------------------------------------------------------------------------------------------- | ------- | ---- |
| 金牌 | 5    | 中国   | 徐嘉余（52.37） 覃海洋（57.98） 孙佳俊 (51.19) 潘展乐（45.92）                                     | 3:27.46 |      |
| 銀牌 | 3    | 美国   | 瑞安·墨菲（52.44） 尼克·芬克（58.97） 凱勒布·德萊賽爾（49.41） 亨特·阿姆斯特朗（47.19）            | 3:28.01 |      |
| 銅牌 | 4    | 法国   | 约昂·恩多耶-布鲁瓦尔（52.60） 莱昂·马尔尚（58.62） 马克西姆·格鲁塞（49.57） 弗洛朗·馬納杜（47.59） | 3:28.38 | NR   |
| 4    | 2    | 英国   | 奥利弗·摩根（52.83） 亞當·佩蒂（58.16） 鄧肯·斯科特（51.30） 馬修·理查茲（47.31）                  | 3:29.60 |      |
| 5    | 1    | 加拿大 | 布莱克·蒂尔尼（53.75） 芬利·诺克斯（59.75） 伊利亚·哈伦（50.46） 约书亚·连多（47.31）              | 3:31.27 |      |
| 6    | 7    |        | 艾萨克·库珀（54.28） 杨𣷠捷（59.26) 马修·坦普尔（50.89） 凯尔·查默斯（47.43）                      | 3:31.86 |      |
| 7    | 8    | 德国   | 奥莱·布伦瑞克（54.38） 梅尔文·伊莫杜 卢卡斯·马策拉特（50.96） 乔沙·索尔乔（47.75）                 | 3:32.46 |      |
| 8    | 6    | 荷兰   | 凯·范韦斯特林（54.60） 卡斯帕·科尔博（59.19） 尼尔斯·科斯坦耶（50.60） 斯坦·派嫩堡（48.13）        | 3:32.52 |      |